# Плюхина (Свердловская область)
Плюхина — деревня в Алапаевском районе Свердловской области России, входящая в Махнёвское муниципальное образование.

## Географические положения
Деревня Плюхина расположена в 65 километрах (в 82 километрах по автодороге) к северу от города Алапаевска, на правом берегу реки Тагил.

## Население
| 2002 | 2010 |
| ---- | ---- |
| 7    | ↘4   |